# 大阿赫河
47°51′51″N 12°29′59″E / 47.864069°N 12.499802°E

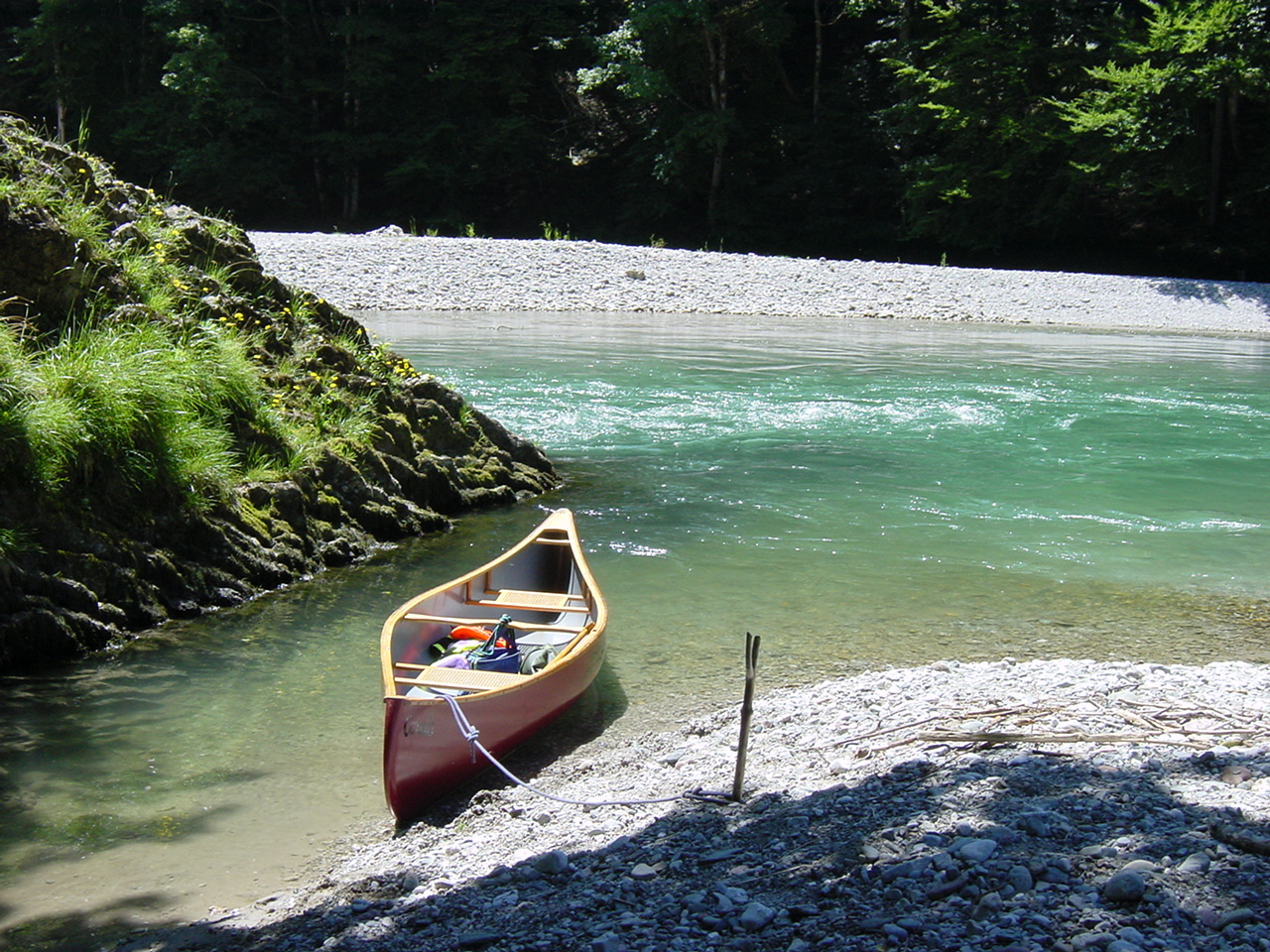
大阿赫河

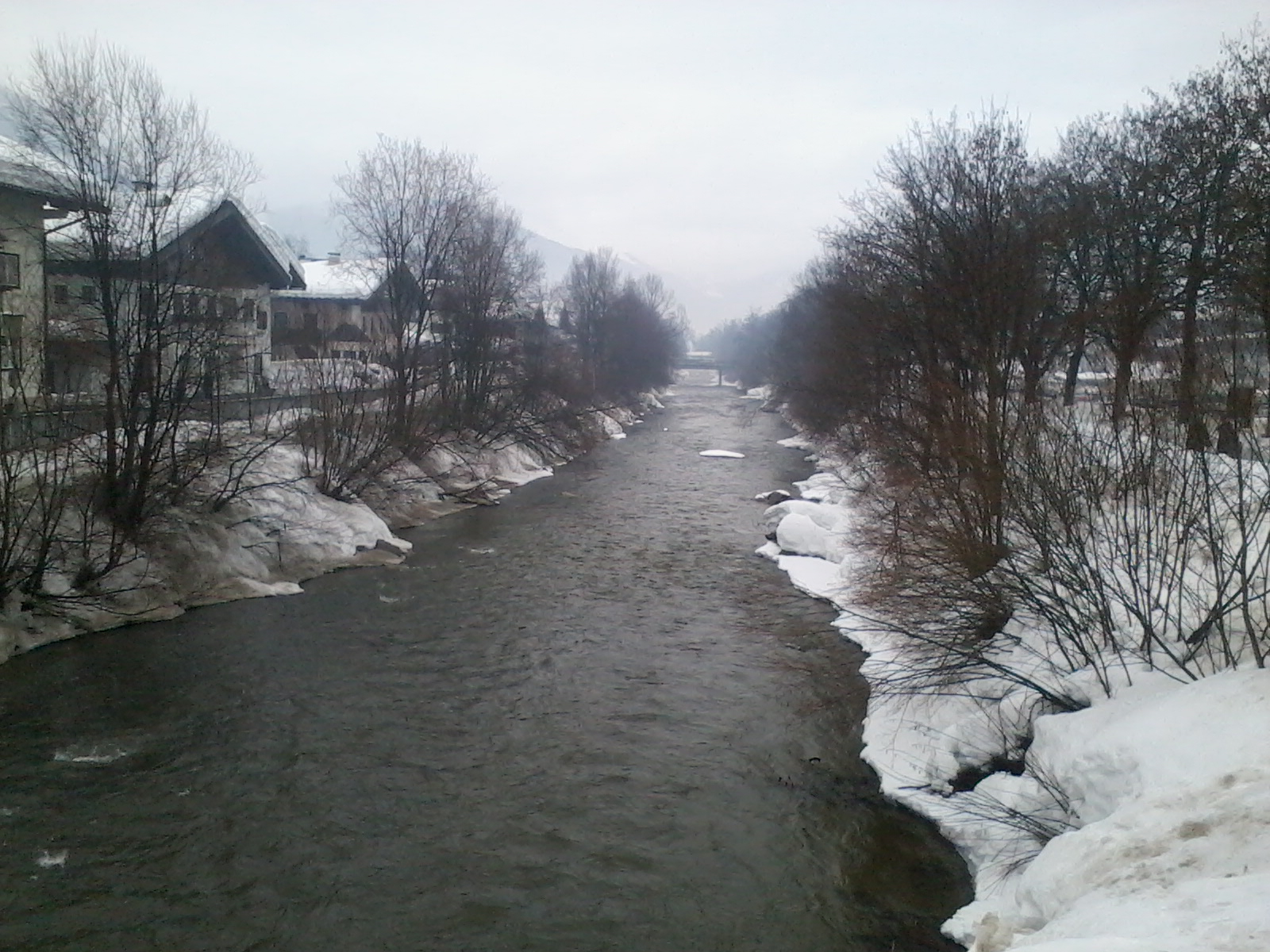
冬季河道兩邊積雪

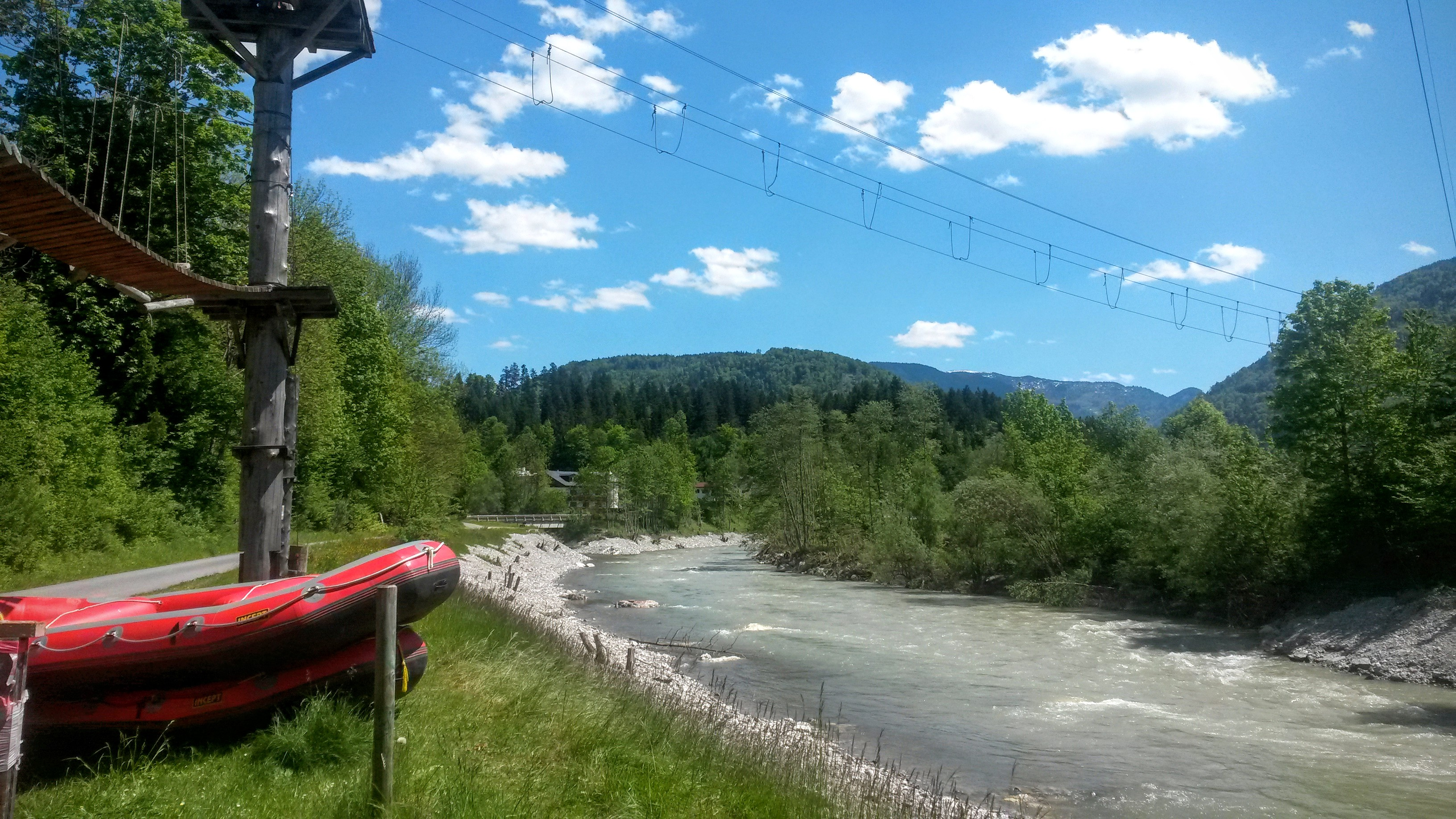
大阿赫河

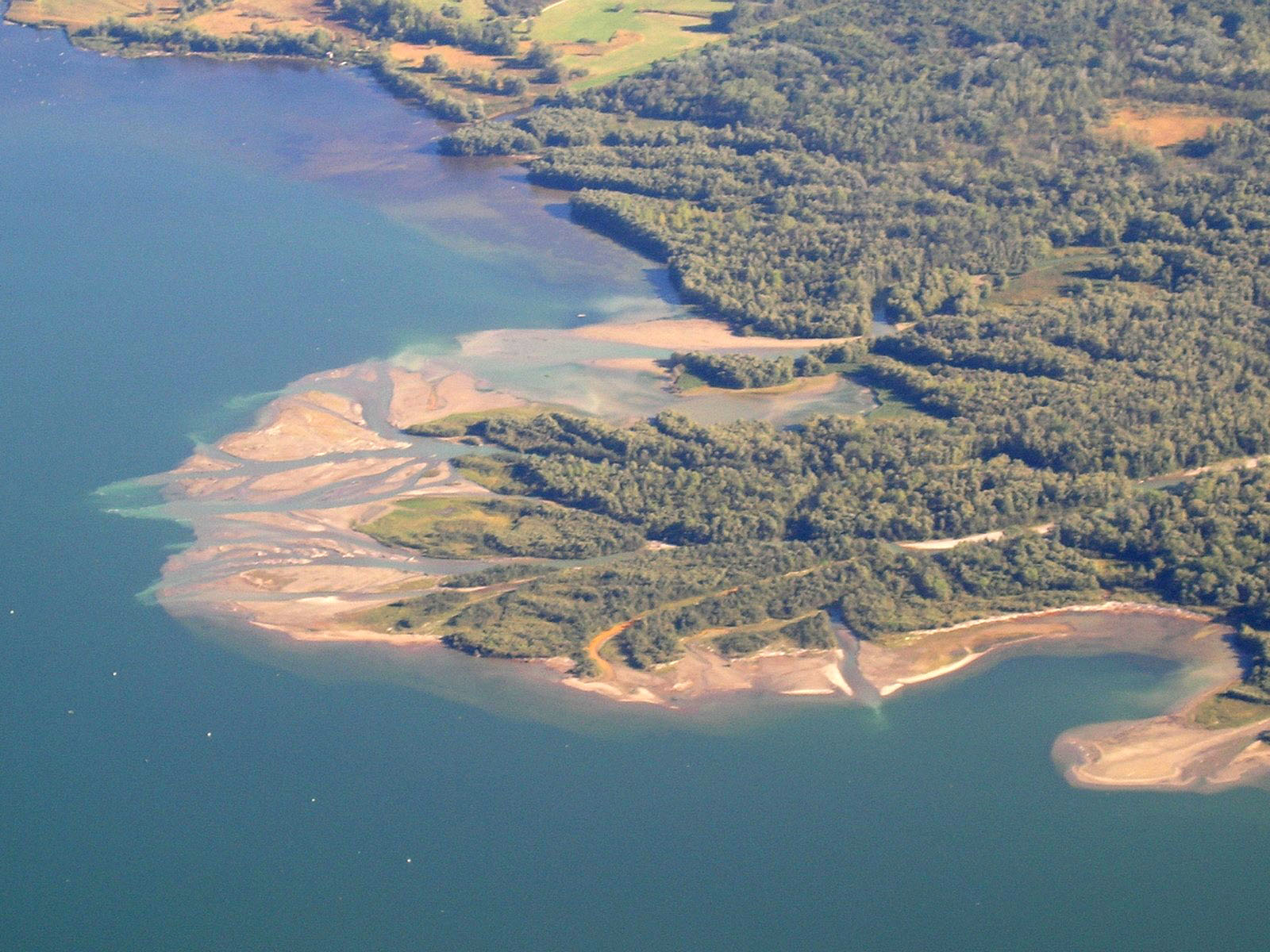
俯瞰

大阿赫河（德語：Großache），是中歐的河流，流經德國的巴伐利亞和奧地利的蒂羅爾州，河道全長79公里，流域面積604平方公里，最終在格拉本施泰特附近注入基姆湖。